# Justo Briceño
Justo Briceño is een gemeente in de Venezolaanse staat Mérida. De gemeente telt 7500 inwoners. De hoofdplaats is Torondoy.